# Puya macbridei
Puya macbridei är en gräsväxtart som beskrevs av Lyman Bradford Smith. Puya macbridei ingår i släktet Puya och familjen Bromeliaceae.

## Underarter
Arten delas in i följande underarter:
- P. m. macbridei
- P. m. yungayensis